# 野村宗訓
野村 宗訓（のむら むねのり、1958年6月1日 - ）は、日本の経済学者、関西学院大学教授。
兵庫県神戸市生まれ。1981年関西学院大学経済学部卒業。1986年同大学院経済学研究科博士課程修了。名古屋学院大学講師、大阪産業大学助教授、1997年関西学院大学経済学部助教授、1998年教授。1995年「民営化政策と市場経済 イギリスにおける競争促進と政府介入」で関西学院大学から博士（経済学）。専攻分野は、産業経済学、規制経済学、公益企業論。

## 著書
- 『民営化政策と市場経済 イギリスにおける競争促進と政府介入』税務経理協会 1993
- 『イギリス公益事業の構造改革 競争移行期のユーティリティズ・ポリシー』税務経理協会 1998
- 『電力市場のマーケットパワー』日本電気協会新聞部 2002
- 『エナジー・ウォッチ 英国・欧州から3.11後の電力問題を考える』同文舘出版 2012

### 共編著・監修
- 『電力 自由化と競争』編著 同文舘出版 2000
- 『欧州の電力取引と自由化』伊勢公人、河村幹夫、圓浄加奈子共著 監修 日本電気協会新聞部 電気新聞ブックス 2003
- 『変貌するアジアの電力市場 アセアン諸国の電力構造改革の行方』石黒正康共著 日本電気協会新聞部 電気新聞ブックス　2004
- 『航空グローバル化と空港ビジネス LCC時代の政策と戦略』切通堅太郎共著 同文舘出版 2010
- 『低炭素社会のビジョンと課題 エネルギー・環境・ネットワークの結節点を探る』木船久雄,西村陽共編著 晃洋書房 2010
- 『新しい空港経営の可能性 LCCの求める空港とは』編著 関西学院大学産業研究所 産研レクチャー・シリーズ　2012
- 『規制改革30講 厚生経済学的アプローチ』山本哲三共編著 中央経済社 2013
- 『官民連携による交通インフラ改革 PFI・PPPで拡がる新たなビジネス領域』石田哲也共著 同文舘出版 2014
- 『日本の国際開発援助事業』栗田匡相,鷲尾友春共編著 日本評論社 関西学院大学産研叢書 2014
- 『エネルギー政策の新展開 電力・ガス自由化に伴う課題の解明』木船久雄,西村陽共編著 晃洋書房 2017
- 『電力・ガス自由化の真実』草薙真一共著 エネルギーフォーラム 2017

## 論文
- 野村宗訓